# Aleksiej Burdiejny
Aleksiej Siemionowicz Burdiejny (ros. Алексе́й Семёнович Бурде́йный, ur. 5 października?/18 października 1908 w Żytomierzu, zm. 21 kwietnia 1987 w Moskwie) – radziecki dowódca wojskowy, generał pułkownik, Bohater Związku Radzieckiego (1945).

## Życiorys
Urodził się w ukraińskiej rodzinie robotniczej. Skończył rabfak (fakultet robotniczy) i pracował w przedsiębiorstwach Żytomierza, od 1928 należał do WKP(b), od czerwca 1931 służył w Armii Czerwonej. W 1932 ukończył szkołę wojsk pancernych w Saratowie, dowodził plutonem brygady zmechanizowanej w Moskiewskim Okręgu Wojskowym, w październiku 1933 został technikiem lotniska w Monino, od września 1935 do września 1937 dowodził kompanią czołgów. W 1940 ukończył Wojskową Akademię Mechanizacji i Motoryzacji Armii Czerwonej im. Stalina i został skierowany do Kijowskiego Specjalnego Okręgu Wojskowego na dowódcę oddziału pułku piechoty, po ataku Niemiec na ZSRR walczył na froncie, w lipcu 1941 został starszym pomocnikiem szefa wydziału operacyjnego służby pancernej 37 Armii Frontu Południowo-Zachodniego, uczestniczył w obronie Kijowa. Jesienią 1941 został dowódcą pułku pancernego w 3 Brygadzie Pancernej na Froncie Południowo-Zachodnim i Południowym, od stycznia do kwietnia 1942 był szefem sztabu 2 Brygady Pancernej na Froncie Południowym, a od kwietnia do 26 grudnia 1942 szefem sztabu 24 Korpusu Pancernego Frontu Briańskiego/Woroneskiego, brał udział w bitwie pod Stalingradem, operacji woroszyłowgradzkiej i charkowskiej. W czerwcu 1943 został dowódcą korpusu, uczestniczył w bitwie pod Kurskiem, operacji smoleńskiej (m.in. wyzwoleniu Jelni), 31 sierpnia 1943 został mianowany generałem majorem wojsk pancernych, latem 1944 brał udział w operacji białoruskiej, m.in. wyzwalaniu Mińska. W październiku 1944 uczestniczył w Operacji Gumbinnen, 2 listopada 1944 otrzymał rangę generała porucznika, w styczniu 1945 walczył w Prusach Wschodnich, po wojnie dowodził korpusem pancernym i dywizją pancerną w Leningradzkim Okręgu Wojskowym i był szefem sztabu 7 Armii Zmechanizowanej, w 1949 ukończył ze złotym medalem Wyższą Akademię Wojskową im. Woroszyłowa i ponownie został szefem sztabu 7 Armii Zmechanizowanej. Od września 1950 do czerwca 1953 dowodził 8 Armią Zmechanizowaną Karpackiego Okręgu Wojskowego, w maju 1954 został pomocnikiem dowódcy Białoruskiego Okręgu Wojskowego, w styczniu 1958 szefem Zarządu Przygotowania Bojowego – zastępcą dowódcy tego okręgu, a w maju 1960 I zastępcą dowódcy Białoruskiego Okręgu Wojskowego. 9 maja 1961 został awansowany na generała pułkownika wojsk pancernych, od sierpnia 1963 do sierpnia 1970 był szefem Centralnego Zarządu Samochodowo-Traktorowego Ministerstwa Obrony ZSRR, od sierpnia 1970 do stycznia 1974 przedstawicielem Głównodowodzącego Siłami Zbrojnymi Państw-Stron Układu Warszawskiego w Armii Ludowej NRD, w styczniu 1974 zakończył służbę wojskową. Został pochowany na Cmentarzu Kuncewskim. Jego imieniem nazwano ulicę w Mińsku.

## Odznaczenia
- Złota Gwiazda Bohatera Związku Radzieckiego (19 kwietnia 1945)
- Order Lenina (dwukrotnie)
- Order Czerwonego Sztandaru (czterokrotnie)
- Order Suworowa  II klasy (dwukrotnie)
- Order Kutuzowa II klasy
- Order Wojny Ojczyźnianej I klasy
- Order Czerwonej Gwiazdy (dwukrotnie)

I medale ZSRR oraz odznaczenia zagraniczne.